# Swedish Open 2012
Swedish Open 2012 — тенісний турнір, що проходив на кортах з ґрунтовим покриттям. Належав до категорії 250 у рамках Туру ATP 2012, а також до категорії International у рамках Туру WTA 2012. Це був 65-й турнір серед чоловіків і 4-й - серед жінок. Відбувся в Бостаді (Швеція). Чоловічий турнір тривав з 7 до 15 липня 2012 року, а жіночий - з 14 до 22 липня 2012. 

## Учасники основної сітки в рамках чоловічого турніру

### Сіяні учасники
| Країна    | Гравець          | Рейтинг1 | Сіяний |
| --------- | ---------------- | -------- | ------ |
| Іспанія   | Давид Феррер     | 5        | 1      |
| Іспанія   | Ніколас Альмагро | 11       | 2      |
| Іспанія   | Альберт Рамос    | 43       | 3      |
| Фінляндія | Яркко Ніємінен   | 44       | 4      |
| Казахстан | Михайло Кукушкін | 52       | 5      |
| Болгарія  | Григор Димитров  | 69       | 6      |
| Італія    | Філіппо Воландрі | 79       | 7      |
| Румунія   | Адріан Унгур     | 81       | 8      |

- 1 Рейтинг подано of 25 червня 2012

### Інші учасниці
Нижче подано учасників, що отримали вайлд-кард на вихід в основну сітку:
- Крістіан Лінделл
- Michael Ryderstedt
- Томмі Робредо

Нижче наведено гравців, які пробились в основну сітку через стадію кваліфікації:
- Тьяго Алвес
- Алессандро Джаннессі
- Євген Корольов
- Іво Мінарж

### Відмовились від участі
- Томаш Бердих (травма коліна)
- Гаель Монфіс (травма коліна)

## Учасники основної сітки в парному розряді

### Сіяні пари
| Країна    | Гравець          | Країна   | Гравець      | Рейтинг1 | Сіяний |
| --------- | ---------------- | -------- | ------------ | -------- | ------ |
| Швеція    | Роберт Ліндстедт | Румунія  | Горія Текеу  | 21       | 1      |
| Австрія   | Александер Пея   | Бразилія | Бруно Соарес | 51       | 2      |
| Австралія | Пол Генлі        | Австрія  | Юліан Ноул   | 86       | 3      |
| Швеція    | Юган Брунстрем   | Бельгія  | Дік Норман   | 115      | 4      |

- Рейтинг подано станом на 25 червня 2012

### Інші учасники
Нижче наведено пари, які отримали вайлдкард на участь в основній сітці:
- Filip Bergevi /  Fred Simonsson
- Patrik Rosenholm /  Michael Ryderstedt

Наведені нижче пари отримали місце як заміна:
- Роберто Ботіста-Ахут /  Юрген Зопп

## Учасниці основної сітки в рамках жіночого турніру

### Сіяні учасниці
| Країна    | Гравчиня                | Рейтинг1 | Сіяна |
| --------- | ----------------------- | -------- | ----- |
| Італія    | Сара Еррані             | 9        | 1     |
| Німеччина | Юлія Гергес             | 24       | 2     |
| Іспанія   | Анабель Медіна Гаррігес | 26       | 3     |
| Італія    | Роберта Вінчі           | 27       | 4     |
| Росія     | Анастасія Павлюченкова  | 29       | 5     |
| Чехія     | Клара Закопалова        | 32       | 6     |
| Німеччина | Мона Бартель            | 40       | 7     |
| Іспанія   | Карла Суарес Наварро    | 41       | 8     |

- 1 Рейтинг подано станом на 9 липня 2012[1]

### Інші учасниці
Нижче подано учасниць, що отримали вайлд-кард на вихід в основну сітку:
- Ребекка Петерсон
- Лора Робсон
- Сандра Рома

Нижче наведено гравчинь, які пробились в основну сітку через стадію кваліфікації:
- Анніка Бек
- Лурдес Домінгес Ліно
- Маріана дуке-Маріньйо
- Каріна Віттгефт

Такі тенісистки потрапили в основну сітку як щасливий лузер:
- Джилл Крейбас

### Відмовились від участі
- Сара Еррані (травма плеча)
- Кая Канепі (п'яти)

## Учасниці основної сітки в парному розряді

### Сіяні пари
| Країна    | Гравчиня             | Країна   | Гравчиня                | Рейтинг1 | Сіяна |
| --------- | -------------------- | -------- | ----------------------- | -------- | ----- |
| Німеччина | Юлія Гергес          | Росія    | Анастасія Павлюченкова  | 84       | 1     |
| Білорусь  | Ольга Говорцова      | Польща   | Клаудія Янс-Ігначик     | 92       | 2     |
| Хорватія  | Дарія Юрак           | Угорщина | Каталін Мароші          | 149      | 3     |
| Іспанія   | Лурдес Домінгес Ліно | Іспанія  | Анабель Медіна Гаррігес | 154      | 4     |

- 1 Рейтинг подано станом на 9 липня 2012

### Інші учасниці
Нижче наведено пари, які отримали вайлдкард на участь в основній сітці:
- Беатріс Седермарк /  Ребекка Петерсон
- Гільда Меландер /  Сандра Рома

### Знялись
- Лурдес Домінгес Ліно (розтягнення м'язів стегна)
- Юлія Гергес (травма ступні)
- Ольга Говорцова (вірусне захворювання)

## Переможниці та фіналістки

### Чоловіки. Одиночний розряд
- Давид Феррер —  Ніколас Альмагро, 6–2, 6–2

### Одиночний розряд. Жінки
- Полона Герцог —  Матільд Жоанссон, 0–6, 6–4, 7–5

### Парний розряд. Чоловіки
- Роберт Ліндстедт /  Горія Текеу —  Александер Пея /  Бруно Соарес 6–3, 7–6(7–5)

### Парний розряд. Жінки
- Каталіна Кастаньйо /  Маріана дуке-Маріньйо —  Ева Грдінова /  Мервана Югич-Салкич, 4–6, 7–5, [10–5]